# AAA Reina de Reinas Championship
Die AAA Reina de Reinas Championship ist ein Wrestlingtitel der mexikanischen Promotion Lucha Libre AAA Worldwide. Es handelt sich um den einzigen Frauentitel der Promotion. Wie bei allen Wrestlingtiteln wird der Titel im Rahmen einer Storyline vergeben.

## Geschichte
Der Titel wurde von 1999 bis 2009 vor allem über das jährliche „Reina de Reinas“-Turnier, wurde aber auch regulär verteidigt. Der Titel bedeutet auf Deutsch „Königin der Königinnen“. Erste Champion war Xóchitl Hamada, die den Titel im ersten Turnier am 19. Februar 1999 gewann. 2012 kehrte das Turnier zurück. Sexy Star gewann dieses erneute Turnier und war, als damalige Titelträgerin, die erste Champion, die den Titel erfolgreich in der Turnierform verteidigte.
Am häufigsten gewannen Faby Apache und Taya Valkyrie den Titel. Beide erhielten ihn vier Mal. Letztere hält außerdem den Rekord für die meisten Tage.

## Titelträger
| Nr. | Wrestler            | Anzahl | Datum              | Tage | Ort                              | Veranstaltung                 | Anmerkungen | EN            |
| --- | ------------------- | ------ | ------------------ | ---- | -------------------------------- | ----------------------------- | --- | ------------- |
| 1   | Xóchitl Hamada      | 1      | 19. Februar 1999   | 229  | Puebla, Puebla                   | Reina de Reinas               | Hamada besiegte Esther Moreno, Miss Janeth und Rossy Moreno in einem Four-Way-Match, das als Turnierfinale diente um erster Champion zu werden.                                             | [ 1 ]         |
| 2   | Esther Moreno       | 1      | 6. Oktober 1999    | ??   | San Luis Potosí, San Luis Potosí | Houseshow                     | | [ 4 ]         |
| –   | Vakant              | –      | 1999               | –    | –                                | –                             | Esther Moreno musste den Titel wegen einer Verletzung abgeben. Das genaue Datum ist unbekannt.                                                                                              | [ 1 ]         |
| 3   | Rossy Moreno        | 1      | 20. Februar 2000   | 363  | Morelia, Michoacán               | Reina de Reinas               | Moreno besiegte Martha Villalobos, Miss Janeth und Xóchitl Hamada in einem Four-Way-Match, das als Turnierfinale diente.                                                                    | [ 5 ]         |
| 4   | Lady Apache         | 1      | 17. Februar 2000   | 371  | Veracruz, Veracruz               | Reina de Reinas               | Lady Apache besiegte Alda Moreno, Miss Janeth und Tiffany in einem Four-Way-Match, das als Turnierfinale diente.                                                                            |               |
| 5   | Esther Moreno       | 2      | 23. Februar 2002   | 70   | Veracruz, Veracruz               | Reina de Reinas               | Moreno besiegte Lady Apache, Martha Villalobos, Miss Janeth und Tiffany in einem Four-Way-Match, das als Turnierfinale diente.                                                              |               |
| 6   | Martha Villalobos   | 1      | 4. Mai 2002        | 295  | Reynosa, Tamaulipas              | Houseshow                     | |               |
| 7   | Tiffany             | 1      | 23. Februar 2002   | 343  |                                  | Reina de Reinas               | Tiffany besiegte Lady Apache im Turnierfinale. |               |
| 8   | Lady Apache         | 2      | 1. Februar 2004    | 385  | Zapopan, Jalisco                 | Houseshow                     | |               |
| 9   | Tiffany             | 2      | 20. Februar 2005   | 363  | Mexico City                      | Reina de Reinas               | Tiffany besiegte Lady Apache im Turnierfinale. |               |
| 10  | Miss Janeth         | 1      | 18. Februar 2006   | 400  | Orizaba, Veracruz                | Reina de Reinas               | Janeth besiegte Cynthia Moreno, La Diabólica und Matha Villalobos in einem Turnierfinale.                                                                                                   | [ 6 ]         |
| 11  | Tiffany             | 3      | 25. März 2007      | 430  | Hidalgo                          | Reina de Reinas               | Tiffany besiegte Cynthia Morenom Faby Apache, Miss Janeth, Rossy Moreno und Sexy Star im Turnierfinale.                                                                                     | [ 6 ]         |
| 12  | Faby Apache         | 1      | 28. Mai 2008       | 486  | Morelia, Michoacán               | Reina de Reinas               | Faby Apache besiegte Ayako Hamada und Mari Apache in einem Three-Way-Match, das als Turnierfinale.                                                                                          | [ 6 ]         |
| 13  | Sexy Star           | 1      | 26. September 2009 | 322  | Monterrey, Nuevo León            | Héroes Immortales III         | Besiegte Faby Apache in einem „Bull Terrier“-Match | [ 7 ]         |
| 14  | Mari Apache         | 1      | 14. August 2010    | 351  | Orizaba, Veracruz                | Verano de Escándalo           | Gewann in einem Six-Man-Tag-Team-Match im Team mit Aero Star und Faby Apache bei dem mehrere Titel auf dem Spiel standen.                                                                   | [ 6 ]         |
| 15  | Pimpinela Escarlata | 1      | 31. Juli 2011      | 138  | Guadalajara, Jalisco             | Verano de Escándalo           | Gewann ein Eight-Way-Elimination-Match | [ 8 ]         |
| 16  | Sexy Star           | 2      | 16. Dezember 2011  | 431  | Puebla, Puebla                   | Guerra de Titanes             | | [ 6 ]         |
| –   | Vakant              | –      | 19. Februar 2013   | –    | –                                | –                             | Sexy Star gab den Titel ab, als sie schwanger wurde. | [ 9 ]         |
| 17  | Faby Apache         | 2      | 17. März 2013      | 518  | Monterrey, Nuevo León            | Rey de Reyes                  | Apache besiegte LuFisto, Mari Apache und Taya in einem Four-Way-Elimantion-Match in einem Turnierfinale um den vakanten Titel.                                                              |               |
| 18  | Taya                | 1      | 17. August 2014    | 945  | Mexiko-Stadt                     | Triplemania XXII              | |               |
| 19  | Ayako Hamada        | 1      | 19. März 2017      | 33   | Monterrey, Nuevo León            | Rey de Reyes                  | | [ 10 ]        |
| 20  | Taya                | 2      | 21. April 2017     | 71   | Tijuana, Baja California         | AAA Television                | | [ 11 ]        |
| –   | Vakant              | –      | 1. Juli 2017       | –    | –                                | –                             | Der Titel wurde Taya von Vampiroaberkannt, weil Taya angeblich einen verbotenen Würgegriff eingesetzt habe. Die tatsächlichen Gründe sind nicht bekannt und die Umstände höchst umstritten. | [ 12 ] [ 13 ] |
| 21  | Sexy Star           | 3      | 16. Juli 2017      | 50   | San Luis Potosí, San Luis Potosí | AAA Television                | Besiegte Big Mami, Faby Apache, Goya Kong, La Hiedra und Lady Shani in einem Six-Man-Tag-Team-Match.                                                                                        |               |
| –   | Vakant              | –      | 4. September 2017  | –    | –                                | –                             | Sexy Star musste den Titel abgeben, nachdem sie Rosemary in einem Four-Way-Match verletzte. Sexy Star verließ anschließend das Wrestling-Business und versuchte sich an einer Boxkarriere.  | [ 9 ]         |
| 22  | Lady Shani          | 1      | 1. Oktober 2021    | 117  | San Luis Potosí, San Luis Potosí | Héroes Inmortales XI          | Besiegte Ayako Hamada in einem Match um den vakanten Titel. | [ 6 ]         |
| 23  | Faby Apache         | 3      | 26. Januar 2018    | 310  | Mexiko-Stadt                     | Guerra de Titanes             | |               |
| 24  | Lady Shani          | 2      | 2. Dezember 2018   | 196  | Aguascalientes, Aguascalientes   | Guerra de Titanes             | Gewann ein Fatal-Four-Way-Match. |               |
| 25  | Keyra               | 1      | 16. Juni 2019      | 48   | Mérida, Yucatán                  | Verano de Escándelo           | |               |
| –   | Vakant              | –      | 3. August 2019     | –    | Mexiko-Stadt                     | Triplemanía XXVII             | Musste den Titel wegen einer Verletzung abgeben. |               |
| 26  | Tessa Blanchard     | 1      | 3. August 2019     | 43   | Mexiko-Stadt                     | Triplemanía XXVII             | Gewann ein Seven-Woman-TLC-Match um den vakanten Championship. |               |
| 27  | Taya Valkyrie       | 3      | 15. September 2019 | 528  | New York City                    | Lucha Invades NY              | |               |
| –   | Vakant              | –      | 24. Februar 2021   | –    | –                                | –                             | Musste den Titel abgeben, weil sie bei WWE unterschrieb. |               |
| 28  | Faby Apache         | 4      | 1. Mai 2021        | 105  | Cholula de Rivadavia, Puebla     | Rey de Reyes                  | Apache besiegte Lady Shani, Lady Flammer, Chik Tormenta, Lady Maravilla und Sexy Star II um den Titel zu gewinnen.                                                                          |               |
| 29  | Deonna Purrazo      | 1      | 14. August 2021    | 252  | Mexiko-Stadt                     | Triplemanía XXIX              | Im gleichen Match ging es außerdem um Purrazos Impact Knockouts Championship | [ 14 ] [ 15 ] |
| 30  | Taya Valkyrie       | 4      | 23. April 2022     | 476  | Poughkeepsie, New York           | Impact Wrestling's Rebellion  | | [ 16 ]        |
| 31  | Lady Flammer        | 1      | 12. August 2023    | 632+ | Azcapotzalco, Mexiko-Stadt       | Triplemanía XXXI: Mexico City | | [ 17 ]        |

## Statistik

### Rekorde
| Rekord                   | Rekordhalter                  | Einheit            |
| ------------------------ | ----------------------------- | ------------------ |
| Häufigste Regentschaften | Faby Apache und Taya Valkyrie | je 4-mal           |
| Längste Regentschaft     | Taya Valkyrie                 | 945 Tage           |
| Kürzeste Regentschaft    | Ayako Hamada                  | 33 Tage            |
| Ältester Titelträger     | Pimpinela Escarlata           | 42 Jahre, 104 Tage |
| Jüngster Titelträger     | Keyra                         | 23 Jahre, 233 Tage |

### Einzelstatistiken
|  | Derzeitiger Titelträger |

| Rang | Wrestler            | Anzahl | Tage |
| ---- | ------------------- | ------ | ---- |
| 1    | Taya Valkyrie       | 4      | 2020 |
| 2    | Faby Apache         | 4      | 1419 |
| 3    | Tiffany             | 3      | 1136 |
| 4    | Sexy Star           | 3      | 803  |
| 5    | Lady Apache         | 2      | 756  |
| 6    | Lady Flammer        | 1      | 632+ |
| 7    | Miss Janeth         | 1      | 400  |
| 8    | Rossy Moreno        | 1      | 363  |
| 9    | Mari Apache         | 1      | 351  |
| 10   | Lady Shani          | 2      | 313  |
| 11   | Martha Villalobos   | 1      | 300  |
| 12   | Deonna Purrazzo     | 1      | 252  |
| 13   | Xóchitl Hamada      | 1      | 229  |
| 14   | Esther Moreno       | 2      | 207  |
| 15   | Pimpinela Escarlata | 1      | 138  |
| 16   | Keyra               | 1      | 48   |
| 17   | Tessa Blanchard     | 1      | 43   |
| 18   | Ayako Hamada        | 1      | 33   |